# Нагорна Вишенка
Наго́рна Ви́шенка (рос. Нагорная Вышенка, ерз. Нагорная Вышенка) — присілок у складі Чамзінського району Мордовії, Росія. Входить до складу Мічурінського сільського поселення.

## Населення
Населення — 3 особи (2010; 12 у 2002).
Національний склад (станом на 2002 рік):
- росіяни — 100 %